# Телевидение в Санкт-Петербурге
Телевидение в Санкт-Петербурге (Ленинграде) — появилось в 1931 году, а в 1938 году Ленинград стал вторым городом в РСФСР и СССР с регулярным телевещанием

## История

### Появление телевидения

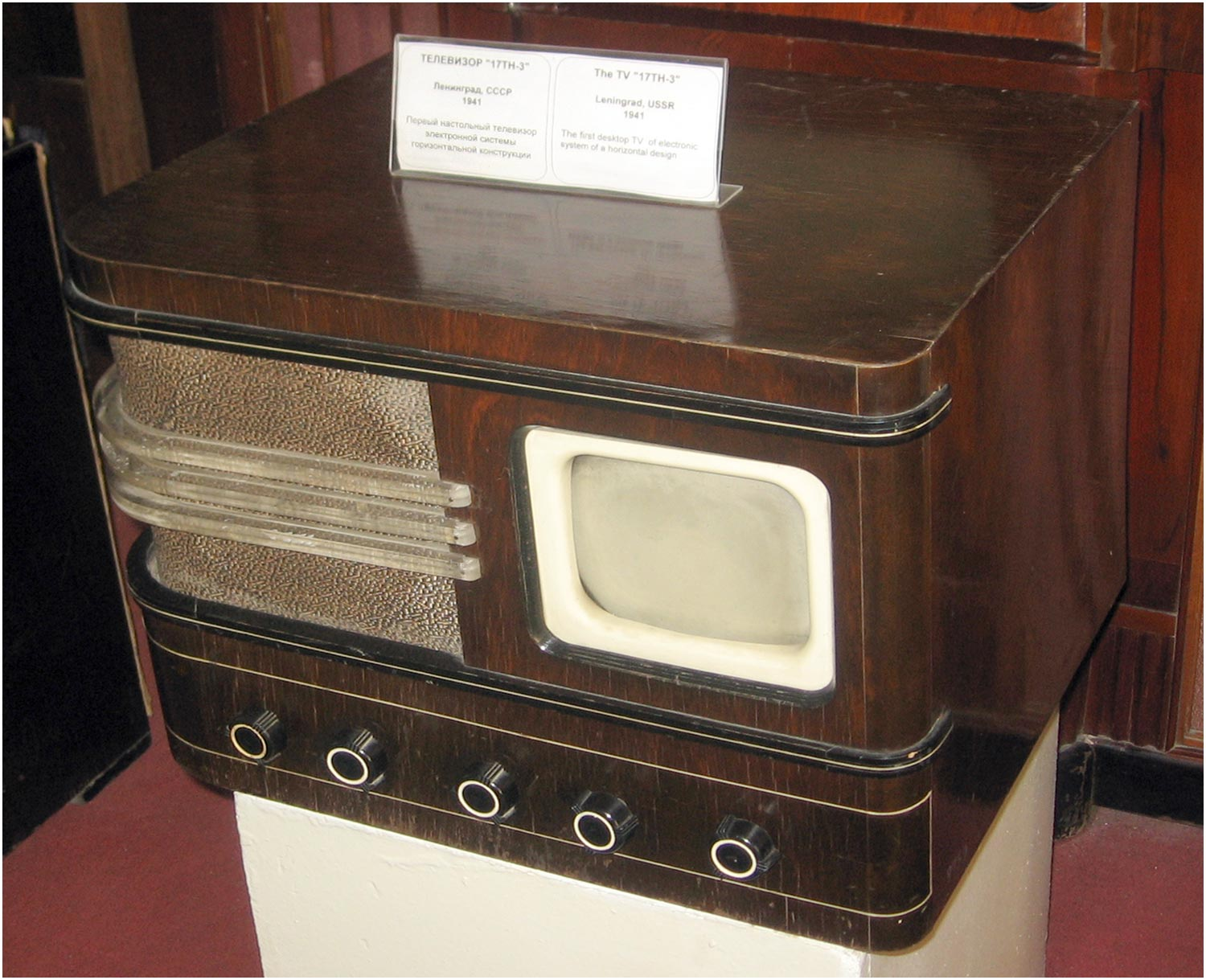
«17ТН-3», один из первых ленинградских телевизоров, 1939 год.

Телевидение в СССР появилось перед Великой Отечественной войной, однако вплоть до середины 1950-х массового распространения не имело и его роль как средства массовой информации была крайне незначительной. Ключевая роль создания телевидения и его развития в СССР неразрывно связана с Петербургом и Ленинградом, а его телеканалы вещались на территории всего СССР.  Всё началось, когда учёный Борис Львович Розинг запатентовал в Петербурге способ «электрической телескопии» в 1907 году, после чего занялся разработкой системы воспроизведения изображения на расстоянии. 9 мая 1911 г. Розинг совместно с В. К. Зворыкиным, инженером телеэлектроскопии (1889-1982) успешно создал первую в мире электронно-лучевую трубку. Эта дата положила начало эре телевидения
С 1 октября 1931 года регулярные малострочные телепередачи неподвижных изображений начались в Москве, Ленинграде, Одессе, Киеве, Харькове, Нижнем Новгороде, Смоленске, Томске. В 1932 осуществлена первая передача движущегося изображения, в 1934 — со звуковым сопровождением.
С 1931 года начались опытные трансляции на Московском радиотрансляционном узле (МРТУ) на Никольской ул., где в 1932 году был снят ряд первых короткометражных телефильмов. Передачи малострочного (механического) телевидения проходили и в Ленинграде, 10 марта 1932 года газета «Известия» писала:

 « на ленинградской радиостанции РВ-53 состоялись первые опытные передачи изображений, давшие прекрасные результаты ». 

15 апреля 1932 года «Правда» сообщила, что Ленинградский кожевенный завод «Коминтерн» (бывший кожевенный завод А.А. Парамонова) заканчивает изготовление первых 20 советских телевизоров. В 1933-1936 годах на заводе Козицкого было выпущено более 3 тысяч телевизоров «Б-2» с размером экрана 3x4 см. Для передачи звука телевизор подключался к радиовещательному приёмнику вместо громкоговорителя. С 1938 года на заводе было развёрнуто производство телевизоров «ТК-1» Первые 30 телевизоров в СССР — «ТК-1» были установлены в одном из зданий ЦПКиО, в Доме техники и Доме занимательной науки. Заводом «Светлана» выпускались первые образцы приемных трубок катодного телевидения типа «кинескоп». В 1937 году в Ленинградском электротехническом институте связи под руководством Павла Шмакова была открыта первая кафедра телевидения в стране.
В 1933 году были созданы Всесоюзный комитет по радиофикации и радиовещанию (ВКР) и его структурное подразделение — Комитет по радиофикации и радиовещанию Ленинградского областного исполнительного комитета (Ленинградский радиокомитет). При Всесоюзном радиокомитете был организован сектор звукозаписи и телевещания.

### Ленинградский телецентр

Санкт-петербургская телебашня. Построена в 1962 году.

Опытный ленинградский телецентр (ОЛТЦ) на улице Ак. Павлова размещался в одном из старых зданий бывшей «дачи Громова», экспериментальные передачи ОЛТЦ начались в конце 1937 года, приём сигнала осуществлялся с помощью изготовленных в лабораторных условиях телевизоров типа «ВРК».
7 июля 1938 года в эфир вышла первая программа Ленинградского телецентра (ОЛТЦ), подготовленная Ленинградской студией телевидения, размещавшейся в небольшом помещении, работники которой прежде работали в радиостудиях или театрах. 
1 сентября 1938 года Ленинградский телецентр был официально принят в эксплуатацию, передачи шли через день, по нечетным числам. Сначала они состояли из несложных концертных номеров, отрывки из опер, оперетт, драматических спектаклей, а также кукольных представлений. Ленинградский телецентр имел только передатчик изображения, а звуковое сопровождение шло через средневолновую радиостанцию «РВ-70» или через длинноволновую «РВ-53» и городскую трансляционную сеть. В марте того же года началась регулярная эксплуатация Московского телецентра на ул. Шаболовка.
С 1938 года в Ленинграде на ультракоротких волнах начал вещание Всесоюзный комитет по радиофикации и радиовещанию (ВКР). В городе действовал и свой «Ленинградский радиовещательный узел». Для коллективного просмотра телепередач по городу установили телевизоры во дворцах культуры, Дворце пионеров, Музее связи и других местах. Роль общественных телевизоров играли также разработанные во ВНИИТ массивные телевизоры ВРК (Всесоюзный радиокомитет) с экраном 13 х 17.5 см.
В 1939—41 годах выходила «Фотогазета» – так назывался показ фотографий, сопровождавшийся закадровым текстом. В военные годы телевидение Ленинграда не работало. Ленинградский телецентр возобновил свою работу только 18 августа 1948 года. 1 мая 1949 года благодаря новой передвижной телевизионной станции был впервые проведён прямой репортаж праздничной демонстрации на Дворцовой площади. Одним из первых телевизоров массового производства был «КВН-49», названный в честь своих создателей — В. К. Кенигсона, Н. М. Варшавского и И. А. Николаевского, и года выпуска. Диагональ экрана телевизора составляла 18 сантиметров, телевизор мог принимать три телеканала. Позже к телевизору стали продавать большую стеклянную линзу, заполненную дистиллированной водой, которая могла увеличивать изображение экрана.
В 1950-х годах было принято решение о модернизации и дальнейшем развитии Лентелецентра, происходившее последующее десятилетие. В 1953 году на Аптекарском острове началось строительство телебашни для Ленинградской радиотелевизионной передающей станции высотой в 320 метров, благодаря чему принимать телевизионный сигнал стало возможным по всей Ленинградской области. В 1956—61 годах велось строительство нового здания телецентра на 21 студию, на ул. Чапыгина.
В 1957 году был образован Государственный комитет СССР по телевидению и радиовещанию (Гостелерадио СССР), при котором начало вещание Центральное телевидение. Cо следующего года начал действовать Комитет по телевидению и радиовещанию Леноблгорисполкомов (Лентелерадио).  В 1968 году в Ленинграде было запущено цветное телевидение.  По данным на 1958 год в домах Ленинграда было 260 тысяч телевизоров, в 1966 году — 850 тысяч, а в 1990 году — 2 миллиона.
В 1973 году Ленинградская радиотелевизионная передающая станция (телебашня) сменила название на Ленинградский радиотелевизионный передающий центр (ЛРТПЦ). В 1998 году ЛРТПЦ присоединили к Всероссийской государственной телевизионной и радиовещательной компании (ВГТРК). В 2001 организация получила название «Санкт-Петербургский региональный центр РТРС».

### Ленинградское телевидение
С января 1939 года, помимо оперных выступлений, появились первые детские телепередачи, в 1940 году спектакль «Зайкин дом» стал замечательным новогодним подарком. С 1953 года на телевидении велись уже общественно-политические передачи. 1 сентября 1957 года по ленинградскому телевидению стал вещаться новостной выпуск «Последние известия», который выходил поначалу по понедельникам, средам и пятницам. С 7 мая 1959 года выпуски стали ежедневными. В 1960 году свой выпуск начала передача-телеигра «Один за всех, и все — за одного», которая является прародителем своего жанра. С 1965 года своё вещание начали первые молодёжные программы, викторины и конкурсы, самой популярной детской телепрограммой была «Для вас, малыши!», которая была популярна не только в Ленинграде, но и во всём СССР. С 1965 года выходили циклы передач «Ребятам о зверятах» (с 1967 года транслировался на 1 программу ЦТ), первая телеэкранизация спектакля «12 стульев» .
1 января 1968 года было образовано студийное объединение «Лентелефильм» (главный редактор Л. И. Алёшина) под патронажем Ленинградского телерадиокомитета (председатель Н.В. Николаев). В 1972 году на базе 3-го творческого объединения киностудии Ленфильм образовано Объединение телевизионных фильмов. В последующие десятилетия студия «Лентелефильм» транслировала телезрителям сотни фильмов и телепередач.
Ленинградское телевидение стало очень популярным в СССР и его телеканал транслировался на территории почти всей страны.  В 1984 году по Ленинградскому телевидению начинает транслироваться первое в СССР музыкальное телешоу — «Музыкальный ринг». С середины 1980-х годов появились телемосты и теледебаты, передачи цикла «Общественное мнение», «600 секунд», «Открытая дверь», «Крыша». В 1885 году появилась еженедельная субботняя передача Телекурьер, 11 апреля 1988 года впервые вышла популярная программа «Пятое колесо». Образовательная программа для подростков «Зебра», впервые вышла в эфир в 1988 году, появились передачи по изобразительному искусству, архитектуре, истории и культуре.
С 1960-х годов Ленинградская студия телевидения регионально вещала по первой, второй и третьей программе Центрального телевидения СССР. В 1982 году Лентелерадио перевело «Ленинградское телевидение» на отдельный канал, телевещание состояло из трёх телеканалов — первая программа, вторая программа и программа ЛТ. В январе 1988 года ленинградское телевидение становится 4-х канальным — добавляется четвёртая программа ЦТ.
| телеканалы Ленинграда времён СССР | телеканалы Ленинграда времён СССР | телеканалы Ленинграда времён СССР                                                              |
| начало вещания                    | название                          | примечание                                                                                     |
| --------------------------------- | --------------------------------- | ---------------------------------------------------------------------------------------------- |
| с 1960-х                          | первая программа                  |                                                                                                |
| с 1960-х                          | вторая программа                  |                                                                                                |
| с 1960-х                          | третья программа                  | перестала транслироваться после подключения программы ЛТ                                       |
| с 1982 года                       | программа ЛТ                      |                                                                                                |
| с 1988 года                       | четвёртая программа               | с 13 января транслироваласть только по средам и четвергам, с 3 октября в ежедневной трансляции |

## Телевидение в конце XX века
Незадолго до распада СССР началась реорганизация государственных телекомпаний (Российской региональной, Московской центральной и Ленинградской). 14 июля 1990 года была создана «Всероссийская государственная телерадиокомпания» («ВГТРК»), 13 мая 1991 года в вечернем эфире второго канала запустившая телеканал «Российское телевидение» («РТВ», позже «РТР» — «Российское телевидение и радио»), 16 сентября 1991 года ретрансляция Второй программы ЦТ в Санкт-Петербурге была прекращена, утренний и дневной эфир второго канала перешли «РТР». 8 февраля 1991 года Гостелерадио СССР было реорганизовано во «Всесоюзную государственную телерадиокомпанию», а 27 декабря 1991 года — в «Российскую государственную телерадиокомпанию „Останкино“» (РГТРК «Останкино»), Первая программа ЦТ была переименована в «1-й канал Останкино», 1 апреля 1995 года в — «Общественное российское телевидение» («ОРТ»), впоследствии вновь «Первый канал». 1 марта 1991 года Лентелерадио было реорганизовано в «Ленинградскую телерадиокомпанию», 12 декабря 1991 года она была переименована в «Санкт-Петербургскую государственную телерадиокомпанию», а телеканал «Ленинградское телевидение» — в «Санкт-Петербургское телевидение», 15 января 1992 года — в «Российскую государственную телерадиокомпанию „Петербург“», 17 октября 1992 года — в «Федеральную телерадиослужбу „Россия“», 9 апреля 1993 года — в «Государственную телерадиокомпанию „Петербург — Пятый канал“», в 1997 году телеканал «Санкт-Петербургское телевидение» стал называться «Петербург — Пятый канал», впоследствии просто «Пятый канал».
| телеканалы Санкт-Петербурга в 1992 году | телеканалы Санкт-Петербурга в 1992 году | телеканалы Санкт-Петербурга в 1992 году |
| начало вещания                          | название                                | примечание                              |
| --------------------------------------- | --------------------------------------- | --------------------------------------- |
| 1991 год                                | 1 канал Останкино                       | начал вещание 27 декабря 1991           |
| 1991 год                                | канал Россия                            | начал вещание 13 сентября 1991          |
| 1992 год                                | Российские университеты                 |                                         |
| 1992 год                                | ТВ Петербург                            |                                         |

### Развитие телевидения  в Санкт-Петербурге
Телеканалы,  транслируемые в Санкт-Петербурге в 1992 — 2008 годах:
| бренд канала                                               | начало вещания                                            | примечания                                                         |
| ---------------------------------------------------------- | --------------------------------------------------------- | ------------------------------------------------------------------ |
| канал Россия                                               | 3 сентября 1991                                           |                                                                    |
| 1-канал Останкино Первый канал ОРТ 1 Канал                 | 27 декабря 1991 15 апреля 1995 6 октября 1996 январь 1998 |                                                                    |
| Петербург Петербург 5-канал 5-канал                        | 1992 6 января 1995 1 апреля 2004                          |                                                                    |
| Российские университеты                                    | 1992                                                      |                                                                    |
| 6-канал СТС 6-канал СТС-Петербург                          | 12 апреля 1993 30 сентября 2002 8 марта 2004              |                                                                    |
| 11-канал русское видео 11-канал ТНТ 11-канал ТНТ-Петербург | 28 мая 1993 январь 1995 январь 2000 15 января 2001        |                                                                    |
| 40-канал Рен ТВ Региональное ТВ                            | 12 июня 1993 август 1995                                  |                                                                    |
| канал НТВ                                                  | 7 февраля 1994                                            |                                                                    |
| Eurosport                                                  | 5 сентября 1994                                           | в январе 1995 трансляция прекращена                                |
| 27-канал ТВ-3 (27-канал) ТВ-3 Россия                       | 7 января 1995 1 июля 1995 24 июля 1995                    |                                                                    |
| 22-канал NBN                                               | 1 июля 1995 10 января 2001                                |                                                                    |
| 36-канал 36 невский канал Домашний 36-канал                | 10 июля 1995 10 января 2001 7 марта 2005                  |                                                                    |
| 51 канал                                                   | 13 ноября 1995                                            |                                                                    |
| Муз ТВ (38-канал)                                          | май 1996                                                  | в ноябре 1996 прекращена трансляция канала Российские университеты |
| 25-канал детский проект                                    | 15 января 2001                                            |                                                                    |
| TV-6 Москва-43 канал Спорт на ТВ6 ТВС 43-канал             | 10 января 2001 18 февраля 2002 17 июня 2002               |                                                                    |
| ОТВ 49-канал ТВЦ                                           | 10 января 2001 1 июля 2007                                |                                                                    |
| Культура 29-канал                                          | 2 июля 2001                                               |                                                                    |
| MTV Музыкальное ТВ                                         | 11 декабря 2001                                           | прекращена трансляция 51-канала                                    |
| 25-канал 7ТВ                                               | 31 декабря 2001                                           |                                                                    |
| СТО 31-канал 100 ТВ 31-канал                               | 2 сентября 2003 декабрь 2007                              |                                                                    |

## Эфирное вещание
В эфире Санкт-Петербурга доступны два аналоговых канала и два цифровых мультиплекса. Телевещание осуществляется с основного объекта Петербургского телецентра — Петербургской телебашни, который является преемником ещё довоенного ленинградского телецентра и входит во ФГУП «РТРС» на правах регионального филиала. С 14 октября 2019 года после отключения аналогового вещания большинства общероссийских обязательных общедоступных каналов они продолжают цифровое телевещание в стандарте DVB-T2, тестирование которого проводилось с 2012 года. Ранее имелось тестовое и коммерческое телевещание в стандарте DVB-T. По состоянию на 1 октября 2023 года один региональный канал, а также один общероссийский канал, не вошедший в мультиплексы РТРС-1 и РТРС-2, продолжают аналоговое телевещание. Для всех телеканалов доступны опции: вход с рекламной заставки, выход без рекламной заставки, вход с местной рекламной региональной заставки, выход без местной рекламной региональной заставки.[уточнить]
| №                                                                                                   | ТВК                   | Название |
| Аналоговые телеканалы                                                                               | Аналоговые телеканалы | Аналоговые телеканалы |
| --------------------------------------------------------------------------------------------------- | --------------------- | --- |
| 1                                                                                                   | 22                    | СУББОТА! |
| 2                                                                                                   | 31                    | КАНАЛ 78 |
| Цифровые телеканалы (DVB-T2)                                                                        |                       | |
| РТРС-1 Первый мультиплекс цифровых телеканалов Стандарт вещания: DVB-T2 Тип: FTA (открытое вещание) | 35                    | 01 ПЕРВЫЙ КАНАЛ (с региональными вставками)                                                                                   |
| РТРС-1 Первый мультиплекс цифровых телеканалов Стандарт вещания: DVB-T2 Тип: FTA (открытое вещание) | 35                    | 02 РОССИЯ-1 (с региональными вставками)                                                                                       |
| РТРС-1 Первый мультиплекс цифровых телеканалов Стандарт вещания: DVB-T2 Тип: FTA (открытое вещание) | 35                    | 03 МАТЧ ТВ |
| РТРС-1 Первый мультиплекс цифровых телеканалов Стандарт вещания: DVB-T2 Тип: FTA (открытое вещание) | 35                    | 04 НТВ (с региональными вставками)                                                                                            |
| РТРС-1 Первый мультиплекс цифровых телеканалов Стандарт вещания: DVB-T2 Тип: FTA (открытое вещание) | 35                    | 05 ПЯТЫЙ КАНАЛ |
| РТРС-1 Первый мультиплекс цифровых телеканалов Стандарт вещания: DVB-T2 Тип: FTA (открытое вещание) | 35                    | 06 РОССИЯ-КУЛЬТУРА (с региональными вставками)                                                                                |
| РТРС-1 Первый мультиплекс цифровых телеканалов Стандарт вещания: DVB-T2 Тип: FTA (открытое вещание) | 35                    | 07 РОССИЯ-24 (с региональными вставками)                                                                                      |
| РТРС-1 Первый мультиплекс цифровых телеканалов Стандарт вещания: DVB-T2 Тип: FTA (открытое вещание) | 35                    | 08 КАРУСЕЛЬ |

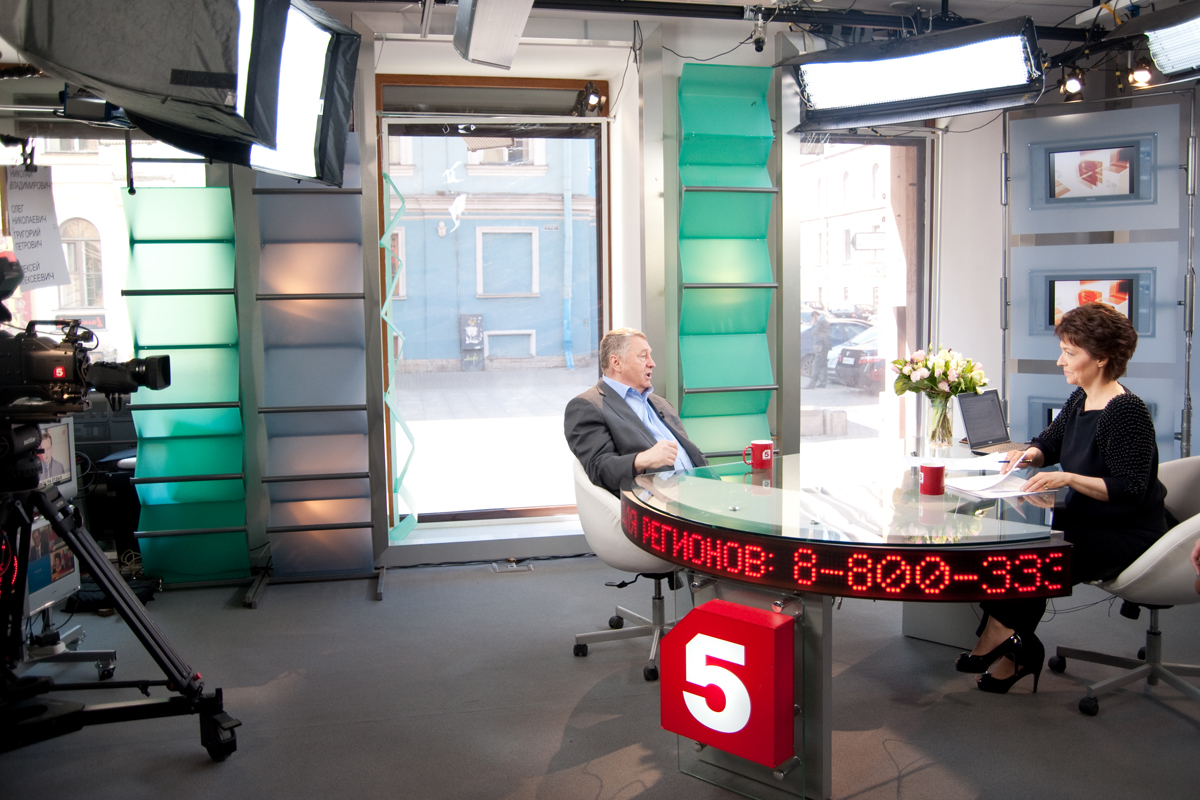
Студия петербургского канала «5-Канал»

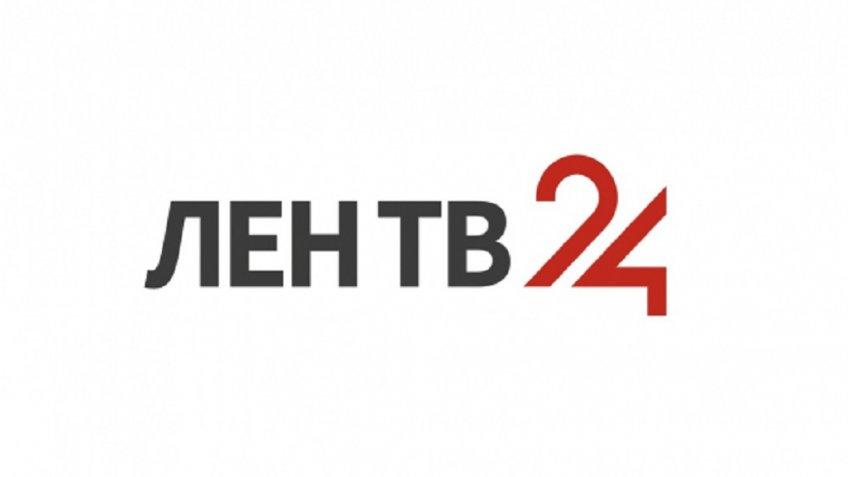
Облостная телекомпания «Лен ТВ 24»

| РТРС-1 Первый мультиплекс цифровых телеканалов Стандарт вещания: DVB-T2 Тип: FTA (открытое вещание) | 35                    | 09 ОТР (с 0:00 до 6:00; с 9:00 до 17:00; с 19:00 до 0:00) 09 ЛЕН-ТВ 24 (с 6:00 до 9:00) 09 САНКТ-ПЕТЕРБУРГ (с 17:00 до 19:00) |
| РТРС-1 Первый мультиплекс цифровых телеканалов Стандарт вещания: DVB-T2 Тип: FTA (открытое вещание) | 35                    | 10 ТВ ЦЕНТР |
| РТРС-2 Второй мультиплекс цифровых телеканалов Стандарт вещания: DVB-T2 Тип: FTA (открытое вещание) | 45                    | 11 РЕН ТВ |
| РТРС-2 Второй мультиплекс цифровых телеканалов Стандарт вещания: DVB-T2 Тип: FTA (открытое вещание) | 45                    | 12 СПАС |
| РТРС-2 Второй мультиплекс цифровых телеканалов Стандарт вещания: DVB-T2 Тип: FTA (открытое вещание) | 45                    | 13 СТС (с региональными вставками)                                                                                            |
| РТРС-2 Второй мультиплекс цифровых телеканалов Стандарт вещания: DVB-T2 Тип: FTA (открытое вещание) | 45                    | 14 ДОМАШНИЙ (с региональными вставками)                                                                                       |
| РТРС-2 Второй мультиплекс цифровых телеканалов Стандарт вещания: DVB-T2 Тип: FTA (открытое вещание) | 45                    | 15 ТВ-3 (с региональными вставками)                                                                                           |
| РТРС-2 Второй мультиплекс цифровых телеканалов Стандарт вещания: DVB-T2 Тип: FTA (открытое вещание) | 45                    | 16 ПЯТНИЦА! |
| РТРС-2 Второй мультиплекс цифровых телеканалов Стандарт вещания: DVB-T2 Тип: FTA (открытое вещание) | 45                    | 17 ЗВЕЗДА |
| РТРС-2 Второй мультиплекс цифровых телеканалов Стандарт вещания: DVB-T2 Тип: FTA (открытое вещание) | 45                    | 18 МИР |
| РТРС-2 Второй мультиплекс цифровых телеканалов Стандарт вещания: DVB-T2 Тип: FTA (открытое вещание) | 45                    | 19 ТНТ (с региональными вставками)                                                                                            |
| РТРС-2 Второй мультиплекс цифровых телеканалов Стандарт вещания: DVB-T2 Тип: FTA (открытое вещание) | 45                    | 20 МУЗ-ТВ |

| №  | ТВК | Название           |
| -- | --- | ------------------ |
| 1  | 01  | 01 ПЕРВЫЙ КАНАЛ    |
| 2  | 03  | 02 ПЯТЫЙ КАНАЛ     |
| 3  | 06  | 03 СТС             |
| 4  | 08  | 04 РОССИЯ-1        |
| 5  | 11  | 05 ТНТ             |
| 6  | 25  | 07 СОЛНЦЕ          |
| 7  | 27  | 08 ТВ-3            |
| 8  | 29  | 09 РОССИЯ-КУЛЬТУРА |
| 9  | 33  | 11 НТВ             |
| 10 | 36  | 12 ДОМАШНИЙ        |
| 11 | 38  | 13 Ю               |
| 12 | 40  | 14 РЕН ТВ          |
| 13 | 43  | 15 МАТЧ! СТРАНА    |
| 14 | 46  | 16 ЧЕ              |
| 15 | 49  | 17 ТВ ЦЕНТР        |
| 16 | 51  | 18 ПЯТНИЦА!        |
| 17 | 57  | 19 ЗВЕЗДА          |

## Кабельное телевидение
В середине 90-х годов в Петербурге уже действовали кабельные операторы, такие как «Спрут», «Экшен», «Петроний».
«Петербургская Ассоциация Кабельного Телевидения» (ПАКТ) была создана в марте 1993 года, с 1998 года одной из первых в России занималась модернизацией сетей для высокоскоростного доступа в интернет по сетям кабельного телевидения. В 2008 году в коммерческую эксплуатацию было запущено цифровое телевидение, а осенью 2012 года компания «ПАКТ» транслировала более 70 цифровых каналов, включая каналы в HD-качестве. По состоянию на март 2023 года контент сосоял из 150 цифровых каналов, включая 18 в HD-качестве.
Другой крупнейший в городе оператор кабельного телевидения — ОАО «Телекомпания Санкт-Петербургское кабельное телевидение» (ТКТ), была образована в 2001 году, с 2003 года вошла в состав холдинга «Национальные кабельные сети». С ноября 2004 года ТКТ предоставляло трансляции в цифровом формате под брендом «Твоё ТV», в базовый пакет входило 42 канала, включая 17 эфирных. К середине 2006 года к сети цифрового ТВ было подключено около 10,5 тыс. абонентов, а к концу 2007 года эта цафра достигала более 19 тыс. пользователей.
С 2008 года ТКТ вошла в сегмент HDTV, запустив премиальный пакет «Твоё ТV.HD» с единственным каналом высокой чёткости «Voom HD». В 2011 году пользователям «Твоё TV», помимо базового пакета из 75 цифровых каналов, стал доступен HD-пакет из 12 каналов высокой чёткости. С октября 2013 года телекомпания кабельного телевидиния ТКТ вошла в состав "Ростелекома".
Вещание кабельного телевидения (DVB-C) в С-Петербурге осуществляет ПАО «Ростелеком». Пакет общедоступных каналов включает 105 цифровых каналов стандарта SDTV (576i) и 12 каналов HDTV (1080i).
| Кабельные цифровые телеканалы (DVB-C) | Кабельные цифровые телеканалы (DVB-C) | Кабельные цифровые телеканалы (DVB-C) | Кабельные цифровые телеканалы (DVB-C) | Кабельные цифровые телеканалы (DVB-C) |
| название                              | стандарт                              | развёрстка                            | примечание                            |                                       |
| ------------------------------------- | ------------------------------------- | ------------------------------------- | ------------------------------------- | ------------------------------------- |
| Первый                                | SD                                    | 576i                                  | общественный                          |                                       |
| 2x2                                   | SD                                    | 576i                                  | детский                               |                                       |
| 360                                   | HD                                    | 1080i                                 | развлекательный                       |                                       |
| 5                                     | SD                                    | 576i                                  | общественный                          |                                       |
| 78                                    | SD                                    | 576i                                  | региональный                          |                                       |
| BRIDGE CLASSIC                        | SD                                    | 576i                                  | музыкальный                           |                                       |
| BRIDGE                                | SD                                    | 576i                                  | музыкальный                           |                                       |
| CINEMA                                | SD                                    | 576i                                  | кино                                  |                                       |
| Da Vinci                              | SD                                    | 576i                                  | развлекательный                       |                                       |
| МАТЧ! СТРАНА                          | SD                                    | 576i                                  | спорт                                 |                                       |
| MCM TOP                               | SD                                    | 576i                                  | музыкальный                           |                                       |
| MUSICBOX GOLD                         | SD                                    | 576i                                  | музыкальный                           |                                       |
| RU.TV                                 | SD                                    | 576i                                  | музыкальный                           |                                       |
| Russia Today                          | HD                                    | 1080i                                 | информационный                        |                                       |
| Russian Extreme                       | SD                                    | 576i                                  | развлекательный                       |                                       |
| RUSSIAN MUSICBOX                      | SD                                    | 576i                                  | музыкальный                           |                                       |
| Shopping Live                         | SD                                    | 576i                                  | телемагазин                           |                                       |
| red                                   | SD                                    | 576i                                  | кино                                  |                                       |
| sci-fi                                | SD                                    | 576i                                  | кино                                  |                                       |
| black                                 | SD                                    | 576i                                  | кино                                  |                                       |
| TERRA                                 | SD                                    | 576i                                  | познавательный                        |                                       |
| TiJi                                  | SD                                    | 576i                                  | детский                               |                                       |
| ТВ 21                                 | SD                                    | 576i                                  | кино                                  |                                       |
| viju TV1000 русское                   | SD                                    | 576i                                  | кино                                  |                                       |
| viju EXPLORE                          | SD                                    | 576i                                  | познавательный                        |                                       |
| viju HISTORY                          | SD                                    | 576i                                  | познавательный                        |                                       |
| viju TV1000                           | SD                                    | 576i                                  | кино                                  |                                       |
| World Fashion Channel                 | SD                                    | 576i                                  | тематический                          |                                       |
| Россия-1                              | SD                                    | 576i                                  | общественный                          |                                       |
| МАТЧ!                                 | SD                                    | 576i                                  | спорт                                 |                                       |
| НТВ                                   | SD                                    | 576i                                  | общественный                          |                                       |
| Россия Культура                       | SD                                    | 576i                                  | общественный                          |                                       |
| Россия 24                             | SD                                    | 576i                                  | информационный                        |                                       |
| Карусель                              | SD                                    | 576i                                  | детский                               |                                       |
| ОТР                                   | SD                                    | 576i                                  | общественный                          |                                       |
| ТВЦ                                   | SD                                    | 576i                                  | общественный                          |                                       |
| РЕН                                   | SD                                    | 576i                                  | общественный                          |                                       |
| СПАС                                  | SD                                    | 576i                                  | тематический                          |                                       |
| СТС                                   | SD                                    | 576i                                  | развлекательный                       |                                       |
| Домашний                              | SD                                    | 576i                                  | развлекательный                       |                                       |
| ТВ-3                                  | SD                                    | 576i                                  | развлекательный                       |                                       |
| Пятница!                              | SD                                    | 576i                                  | развлекательный                       |                                       |
| Звезда                                | SD                                    | 576i                                  | общественный                          |                                       |
| МИР                                   | SD                                    | 576i                                  | общественный                          |                                       |
| ТНТ                                   | SD                                    | 576i                                  | развлекательный                       |                                       |
| МУЗ ТВ                                | SD                                    | 576i                                  | музыкальный                           |                                       |
| Санкт-Петербург                       | SD                                    | 576i                                  | региональный                          |                                       |
| Соловьёв LIVE                         | SD                                    | 576i                                  | аналитическо-публицистический         |                                       |
| ЛЕН ТВ 24                             | HD                                    | 1080i                                 | региональный                          |                                       |
| РБК                                   | НD                                    | 1080i                                 | аналитическо-публицистический         |                                       |
| Ювелирочка                            | SD                                    | 576i                                  | телемагазин                           |                                       |
| Че                                    | SD                                    | 576i                                  | развлекательный                       |                                       |
| Суббота!                              | SD                                    | 576i                                  | детский                               |                                       |
| Витрина ТВ                            | SD                                    | 576i                                  | телемагазин                           |                                       |
| СТС LOVE                              | SD                                    | 576i                                  | развлекательный                       |                                       |
| Сапфир                                | SD                                    | 576i                                  | развлекательный                       |                                       |
| Феникс+кино                           | SD                                    | 576i                                  | кино                                  |                                       |
| Ретро                                 | SD                                    | 576i                                  | кино                                  |                                       |
| Иллюзион+                             | SD                                    | 576i                                  | кино                                  |                                       |
| НСТ                                   | SD                                    | 576i                                  | кино                                  |                                       |
| Кинеко                                | SD                                    | 576i                                  | кино                                  |                                       |
| Красная линия                         | SD                                    | 576i                                  | общественный                          |                                       |
| Кинокомедия                           | SD                                    | 576i                                  | кино                                  |                                       |
| Детский мир                           | SD                                    | 576i                                  | детский                               |                                       |
| Мультиландия                          | SD                                    | 576i                                  | детский                               |                                       |
| Солнце                                | SD                                    | 576i                                  | детский                               |                                       |
| Мама                                  | SD                                    | 576i                                  | детский                               |                                       |
| О!                                    | SD                                    | 576i                                  | детский                               |                                       |
| Время                                 | SD                                    | 576i                                  | общественный                          |                                       |
| Моя Планета                           | SD                                    | 576i                                  | познавательный                        |                                       |
| Русский Иллюзион                      | SD                                    | 576i                                  | кино                                  |                                       |
| Известия                              | SD                                    | 576i                                  | информационный                        |                                       |
| Доктор                                | SD                                    | 576i                                  | тематический                          |                                       |
| Удар                                  | HD                                    | 1080i                                 | спорт                                 |                                       |
| Бобёр                                 | SD                                    | 576i                                  | тематический                          |                                       |
| Живая Планета                         | SD                                    | 576i                                  | познавательный                        |                                       |
| СТС Kids                              | SD                                    | 576i                                  | детский                               |                                       |
| Матч! Боец                            | SD                                    | 576i                                  | спорт                                 |                                       |
| КХЛ                                   | SD                                    | 576i                                  | спорт                                 |                                       |
| Мультимузыка                          | SD                                    | 576i                                  | детский                               |                                       |
| Ю                                     | SD                                    | 576i                                  | развлекательный                       |                                       |
| ТНТ Music                             | SD                                    | 576i                                  | музыкальный                           |                                       |
| Победа                                | SD                                    | 576i                                  | кино                                  |                                       |
| Ключ                                  | SD                                    | 576i                                  | развлекательный                       |                                       |
| Вместе-РФ                             | SD                                    | 576i                                  | общественный                          |                                       |
| Драйв                                 | SD                                    | 576i                                  | тематический                          |                                       |
| Матч! Игра                            | HD                                    | 1080i                                 | спорт                                 |                                       |
| Охота и рыбалка                       | SD                                    | 576i                                  | тематический                          |                                       |
| Ля-минор                              | SD                                    | 576i                                  | музыкальный                           |                                       |
| ТНТ4                                  | SD                                    | 576i                                  | развлекательный                       |                                       |
| Дума ТВ                               | SD                                    | 576i                                  | аналитическо-публицистический         |                                       |
| Телекафе                              | SD                                    | 576i                                  | тематический                          |                                       |
| Усадьба                               | SD                                    | 576i                                  | тематический                          |                                       |
| Золотая коллекция                     | SD                                    | 576i                                  | кино                                  |                                       |
| Дом кино                              | SD                                    | 576i                                  | кино                                  |                                       |
| Жар птица                             | SD                                    | 576i                                  | тематический                          |                                       |
| Т24                                   | SD                                    | 576i                                  | кино                                  |                                       |
| Русский детектив                      | SD                                    | 576i                                  | кино                                  |                                       |
| МИР 24                                | SD                                    | 576i                                  | общественный                          |                                       |
| Диорама                               | SD                                    | 576i                                  | развлекательный                       |                                       |
| Сарафан                               | SD                                    | 576i                                  | развлекательный                       |                                       |
| Жара TV                               | HD                                    | 1080i                                 | развлекательный                       |                                       |
| Просвещение                           | SD                                    | 576i                                  | тематический                          |                                       |
| Индия                                 | SD                                    | 576i                                  | развлекательный                       |                                       |
| Радость моя                           | SD                                    | 576i                                  | детский                               |                                       |
| Мульт                                 | SD                                    | 576i                                  | детский                               |                                       |
| Тайны Галактики                       | HD                                    | 1080i                                 | познавательный                        |                                       |
| Наука 2.0                             | SD                                    | 576i                                  | познавательный                        |                                       |
| История                               | SD                                    | 576i                                  | познавательный                        |                                       |
| Первый HD                             | HD                                    | 1080i                                 | общественный                          |                                       |
| Россия 1 HD                           | HD                                    | 1080i                                 | общественный                          |                                       |
| Поехали!                              | HD                                    | 1080i                                 | развлекательный                       |                                       |
| Кино ТВ                               | HD                                    | 1080i                                 | кино                                  |                                       |
| Совершенно секретно                   | SD                                    | 576i                                  | тематический                          |                                       |
| Всё ТВ                                | SD                                    | 576i                                  | кино                                  |                                       |
| Дикий                                 | SD                                    | 576i                                  | тематический                          |                                       |

- сортировка таблицы — кликабильно.

## IPTV телевидение
Первым оператором цифрового ТВ на территории Петербурга стала компания «ТелеМедиум», начавшая свою деятельность с 2001 года. В 2003 году «ТелеМедиум» стала первым в России интернет-провайдером цифрового телевидения стандарта DVB-T, начав вещание в широкоэкранном формате 16х9 с пятиканальным звуком в формате Dolby ProLogic.
В 2005—2007 годах «ТелеМедиум», совместно с петербургской компанией "Линия 1", запустили в коммерческую эксплуатацию IP-телевидение с трансляцией общедоступных федеральных, и региональных каналов, а также 5 спутниковых каналов, впоследствии количество спутниковых каналов было расширено до 16.
К 2007 году появился ряд новых интернет-провайдеров, запустивших IP-телевидение в тестовую эксплуатацию, ими стали «Элтел», «SkyNet», «Простор Телеком». Однако первой компанией, сумевшей ввести эту услугу к концу этого года в коммерческую эксплуатацию после ухода «ТелеМедиума», стала компания «Северо-Западный Телеком», запустившая IP-телевидение c 60-ю каналами под брендом «Авангард-ТВ».
В 2009 году в Петербурге в коммерческую эксплуатацию запустили IP-телевидение компании – «InterZet» с 87 каналами, включая несколько в HD; «Вест Колл» с 95 каналам, включая 5 каналов в формате HDTV; «Билайн», контент которого состоял из 125 цифровых каналов и 4 в HD-качестве, а также «Ростелеком» с 70-ю телеканалами, включающими эфирные каналы региона.
В мае 2010 года IP-телевидение с 83 цифровыми каналами запустила в коммерческую эксплуатацию компания «SkyNet». На тот момент крупнейшим из операторов связи, предоставляющих услуги IPTV,  является «Северо-Западный Телеком» под торговой маркой «Авангард-ТВ», насчитывавший около 15 тыс. абонентов по Санкт-Петербургу, Республике Коми, Новгородской области и Калининграду. К «Билайн ТВ» в Петербурге было подключено 6 тыс. абонентов IPTV.
В 2011 году, после слияния компаний «Ростелеком» и «Северо-Западный Телеком», одним из крупнейших поставщиков IPTV в Санкт-Петербурге и Северо-Западном федеральном округе стала компания «Ростелеком – Северо-Запад», услугой «Авангард ТВ» пользовалось около 42 тыс. абонентов на территории семи регионов: Санкт-Петербурга, Вологодской, Новгородской, Калининградской, Мурманской, Архангельской областей, Республики Коми, – из них в Санкт-Петербурге около 24 тыс.